# Brian Littrell
Brian Thomas Littrell (sinh 20 tháng 2 năm 1975) là thành viên của ban nhạc Backstreet Boys. Brian Littrell sinh ra ở thành phố Lexington, bang Kentucky, Hoa Kỳ. Cha mẹ anh là Jackie và Harold Littrell. Brian là thành viên cuối cùng gia nhập Backstreet Boys, cùng với các thành viên khác là Nick, AJ, Kevin, Howie. Năm 1997, Brian đã gặp Leighanne Wallace khi đang quay clip "As Long As You Love Me" cùng với Backstreet Boys. Hai người cưới nhau năm 2000 và có một cậu con trai tên là Baylee Thomas Wylee Littrell.

## Danh sách đĩa nhạc

### Album
| Năm  | Album                                                                                  | Vị trí cao nhất | Vị trí cao nhất | Chứng nhận (theo doanh số) |
| Năm  | Album                                                                                  | Mỹ              | Christian Mỹ    | Chứng nhận (theo doanh số) |
| ---- | -------------------------------------------------------------------------------------- | --------------- | --------------- | -------------------------- |
| 2006 | Welcome Home - Phát hành: 2 tháng 5 năm 2006 - Hãng đĩa: Reunion                       | 74              | 3               | Doanh số tại Mỹ: 100,000   |
| 2010 | Brian Littrell's Family Christmas - Phát hành: 6 tháng 12 năm 2010 - Hãng đĩa: Reunion |                 |                 |                            |
| 2011 | Christmas with the Littrells - Phát hành: 6 tháng 12 năm 2011 - Hãng đĩa: Reunion      |                 |                 |                            |

### Đĩa đơn
| Năm  | Đĩa đơn                                                                   | Vị trí cao nhất | Album          |
| Năm  | Đĩa đơn                                                                   | US Christian    | Album          |
| ---- | ------------------------------------------------------------------------- | --------------- | -------------- |
| 2005 | "In Christ Alone"                                                         | 1               | Welcome Home   |
| 2006 | "Welcome Home (You)"                                                      | 2               | Welcome Home   |
| 2006 | "Wish"                                                                    | 20              | Welcome Home   |
| 2007 | "Over My Head"                                                            | 17              | Welcome Home   |
| 2007 | "By His Wounds" (cùng với Mac Powell, Mark Hall và Steven Curtis Chapman) | 8               | Glory Revealed |